# Eclissi solare del 21 agosto 2036
L'eclissi solare del 21 agosto 2036 è un evento astronomico che avrà luogo il suddetto giorno attorno alle ore 17:25 UTC.